# Campionati italiani assoluti di scherma del 1947
I Campionati italiani assoluti di scherma del 1947 sono stati organizzati dalla Federazione Italiana Scherma.
Nel fioretto, si sono aggiudicati i titoli dei campionati italiani Giulio Nostini e Silvia Strukel, entrambi alla loro prima affermazione.
Il titolo della spada è andato per la prima volta a Edoardo Mangiarotti.
Nella sciabola Vincenzo Pinton ha vinto il suo quarto titolo nazionale maschile.
Non si sono disputati, invece, i campionati italiani a squadre.

## Podi

### Uomini
| Specialità  | Oro                 | Argento | Bronzo |
| Individuali |                     |         |        |
| Fioretto    | Giulio Nostini      | -       | -      |
| Spada       | Edoardo Mangiarotti | -       | -      |
| Sciabola    | Vincenzo Pinton     | -       | -      |

### Donne
| Specialità  | Oro            | Argento | Bronzo |
| Individuali |                |         |        |
| Fioretto    | Silvia Strukel | -       | -      |